# 聚花马先蒿聚花亚种
聚花马先蒿聚花亚种（学名：Pedicularis confertiflora sp. confertiflora）为玄参科马先蒿属下的一个亚种。

## 扩展阅读
- 維基物種上的相關：聚花马先蒿聚花亚种